# WSA Open Tour
Die WSA Open Tour war eine Turnierserie, die ursprünglich in der Spielzeit 2001/02 als Qualifikationstour für die Saison 2002/03 der Snooker Main Tour ausgetragen wurde. Nach sechs ausgetragenen Events erhielten acht Spieler eine Startberechtigung für die Profitour, 16 weitere eine für die Challenge Tour 2002/03. Danach wurde die Open Tour mindestens noch eine Saison als Serie von sogenannten Pro/Am-Turnieren ohne direkten Zusammenhang mit der Profitour ausgetragen, gelegentlich als EASB Open Tour bezeichnet.

## Geschichte
In den 1990ern war die Profitour eine offene Tour, was bedeutete, dass jeder Spieler gegen eine gewisse Startgebühr an den Profiturnieren teilnehmen und Profispieler werden konnte. Sportliche Qualifikationsbeschränkungen existierten also damals nicht. Ab 1997 versuchte der Weltverband, die ausufernde Tour wieder unter Kontrolle zu bringen, wozu man eine Art Zwei-Klassen-System einführte. Die eigentliche Profitour wurde auf etwas über hundert Spieler begrenzt und zur sogenannten Main Tour. Daneben entstand eine „zweitklassige“ Profitour, die sogenannte UK Tour oder Challenge Tour, die eine Art „Zwischentour“ zwischen Profitour und dem reinen Amateurstatus war. Für die UK Tour und Challenge Tour existierten ebenfalls sportliche Qualifikationsbeschränkungen, gleichzeitig war diese Tour deutlich geringwertiger als die eigentliche Profitour. Je Spielzeit konnten sich die besten Spieler der Challenge Tour für die Main Tour qualifizieren, die Challenge Tour stellte dabei den hauptsächlichen Qualifikationsweg für die Main Tour dar.
2001 experimentierte der Weltverband (damals teils auch als World Snooker Association, kurz WSA, bezeichnet) schließlich mit einer zusätzlichen Qualifikationstour. Im Gegensatz zur Challenge Tour hatte diese zusätzliche Qualifikationstour keine Beschränkungen, war also „offen“ für alle Spieler. Aus diesem Grund wurde die zusätzliche Tour WSA Open Tour genannt. Die Open Tour bestand aus sechs während der Saison 2001/02 ausgetragenen Events, in denen jeweils im K.-o.-System ein Sieger ermittelt wurde. Neben Preisgeldern erhielten die Teilnehmer abhängig von ihrem Resultat auch Punkte, mit denen am Ende eine Endwertung errechnet wurde. Die besten acht Spieler dieser Endwertung erhielten eine Startberechtigung für die Saison 2002/03 der Main Tour, die nächsten 16 Spieler eine Startberechtigung für die Challenge Tour 2002/03. Bereits qualifizierte Spieler wurden bei der Vergabe der Startberechtigungen außenvor gelassen.
Es blieb die einzige Ausgabe in diesem Format. Danach wurde die Open Tour weitergeführt, allerdings als Serie sogenannter Pro/Am-Events. Darunter versteht man nicht-professionelle Turniere – sprich Amateurturniere –, an denen explizit aber auch Profispieler teilnehmen können. Bestätigt ist auf jeden Fall eine Ausgabe in der Saison 2002/03, die vier Events umfasste, an denen neben britischen Spielern auch vereinzelte internationale Vertreter teilnahmen. Organisator dieser zweiten Ausgabe war Malcolm Thorne, der im englischen Amateursnooker engagierte Bruder des ehemaligen Profispielers Willie Thorne. Thorne erhofft sich zunächst, dass der Weltverband, die WSA Open Tour 2002/03 noch als Qualifikationsweg für die Main Tour oder die Challenge Tour anerkennen würde, dazu kam es aber nie. Zwei der Events gewann der damalige Profispieler Ryan Day aus Wales; Day und Jamie Cope gelang jeweils ein Maximum Break. Die Datenbank CueTracker führt die Ausgabe noch unter dem Namen WSA Open Tour, gelegentlich wird sie aber auch als EASB Open Tour bezeichnet. Die English Association of Snooker and Billiards (EASB) war ursprünglich die Amateursektion des professionellen Weltverbandes, wurde aber 2002 als englischer Landesverband unabhängig. Ab Mitte 2003 trug die EASB andere Touren aus, die namentlich nichts mehr mit der Open Tour zu tun hatten und nur noch englischen Spielern offenstanden.

## Ausgabe 2001/02

### Ergebnisse
| Nr. | Datum                        | Austragungsort                           | Sieger         | Ergebnis | Finalist       |
| --- | ---------------------------- | ---------------------------------------- | -------------- | -------- | -------------- |
| 1   | 3. bis 8. September          | Leicester – Willie Thorne’s Snooker Club | Mark Gray      | 5:2      | Shaun Murphy   |
| 2   | 26. November bis 1. Dezember | Glasgow – Craigpark Masters              | Brian Morgan   | 5:2      | Leo Fernandez  |
| 3   | 28. Januar bis 2. Februar    | Swindon – Jesters Snooker Centre         | Robin Hull     | 5:4      | Colm Gilcreest |
| 4   | 25. Februar bis 2. März      | Stockport – Hazelgrove Snooker Centre    | Matthew Couch  | 5:3      | Munraj Pal     |
| 5   | 8. bis 13. April             | Stockport – Hazelgrove Snooker Centre    | Lee Spick      | 5:3      | Mark Gray      |
| 6   | 17. bis 24. Mai              | Prestatyn – Pontin’s-Ferienresort        | Stuart Bingham | 5:4      | Matthew Selt   |

### Qualifikanten
Letztlich konnten sich folgende Spieler über die WSA Open Tour 2001/02 für die Main Tour 2002/03 qualifizieren:
- Kwan Poomjang
- Justin Astley
- Mark Gray
- Munraj Pal
- Matthew Selt
- Colm Gilcreest
- Eddie Manning
- Jamie Cope

## Ergebnisse 2002/03
Die folgende Tabelle zeigt die Ergebnisse der Ausgabe 2002/03.
| Nr. | Datum              | Austragungsort                           | Sieger       | Ergebnis | Finalist       |
| --- | ------------------ | ---------------------------------------- | ------------ | -------- | -------------- |
| 1   | 2. bis 7. Dezember | Harrogate – Manhattan Club               | Ryan Day     | 5:4      | James Reynolds |
| 2   | 3. bis 8. Februar  | Leicester – Willie Thorne’s Snooker Club | Ryan Day     | 5:3      | Mark Gray      |
| 3   | 00bis 8. März      | Stockport – Hazelgrove Snooker Centre    | Rory McLeod  | 5:2      | Mark Gray      |
| 4   | 0000000April       | Cambridge – Cambridge Snooker Centre     | Ricky Walden | 5:1      | Jamie Cope     |